# Jean-Guy Chrétien
Pour l’article homonyme, voir Chrétien (homonymie).
Jean-Guy Chrétien (né le 23 janvier 1946) est un agriculteur, professeur et homme politique fédéral et municipal du Québec.

## Biographie
Né à Coleraine au Québec, il entama sa carrière politique en devenant maire de la Garthby de 1989 à 1993.
Élu député du Bloc québécois dans la circonscription fédérale de Frontenac en 1993, il fut réélu dans Frontenac—Mégantic en 1997. Il fut défait par le libéral Gérard Binet en 2000.
Durant son passage à la Chambre des communes, il est porte-parole du Bloc en matière d'Agriculture et Agro-alimentaire de 1994 à 1998, d'Environnement en 1994 et d'Amiante de 1999 à 2000.